# Упаковка (рассказ)
«Упаковка» (англ. The Package) — рассказ Курта Воннегута, часть сборника «Табакерка из Багомбо».

## Сюжет
Эрл и Мод въезжают в свой новый дом после кругосветного путешествия, часть которого они провели в Азии. Дом оборудован всем, чем угодно, и является вершиной их достижений при том, что начинали они жизнь крайне бедно. По совпадению им сразу звонит Чарли Фримэн, бывший однокурсник Эрла, и спрашивает, можно ли проведать их. Пока он едет, Эрл рассказывает жене, что Чарли был богат, а он, Эрл, прислуживал ему и другим сокурсникам как официант. Вскоре после Чарли звонят журналисты с предложением снять репортаж о доме, который они называют «упаковкой»; Фентоны соглашаются.
Когда приезжает Чарли, чувствуется что-то странное — например, видно, что он никогда ранее не видел экран телевизора, и у него не новый костюм. Эрл всячески подчёркивает, что он всего добился сам. Вскоре приезжают журналисты, заставляя семейную пару переодеваться, фотографироваться, демонстрировать дом; Чарли наблюдает за этим, странно развлекаясь, что раздражает Эрла. Кроме того, Чарли легко отмахивается от воспоминаний о студенчестве и муках Эрла, и показывает себя большим знатоком проблем Азии, чем они, хотя они специально были в Азии во время своего кругосветного путешествия, чтобы говорить о проблемах азиатов со знанием дела.
В итоге раздражённые Фентоны придумывают повод, как выпроводить Чарли; он уезжает. Его отъезд замечает Лу Конверс, который рассказывает Фентонам, что Чарли Фримэн всё своё состояние отдал на больницу в Китае и был там до тех пор, пока его не прогнали коммунисты. Фентоны грустно ищут в своём доме, в котором есть кнопки на все случаи жизни, кнопку для того, чтобы начать этот день сначала.

## Герои рассказа
- Эрл Фентон
- Мод Фентон, жена Эрла
- Горничная
- Лу Конверс, подрядчик
- Чарли Фримэн, бывший сокурсник Эрла
- Слоткин, фотограф
- Журналистка из журнала «Прекрасный дом»